# Clã Darroch
O Clã Darroch é um clã escocês da região das Terras Baixas, Escócia.
O atual chefe é o Capitão Duncan Darroch of Gourock.